# Casa consistorial de Moguer
La Casa Consistorial o Ayuntamiento de Moguer se encuentra en la Plaza del Cabildo de Moguer, Provincia de Huelva (España). Está incluida como Bien de Interés Cultural de los Lugares Colombinos.

## Características
Tiene una superficie de 584 m², y 997 m² construidas. Es obra del arquitecto italiano Tomás Bottani, el cual lo dotó de un estilo de transición entre el barroco y el neoclásico. Es un edificio rectangular de dos plantas cuyas dependencias se distribuyen alrededor de un patio central de gran sobriedad, La fachada principal es sin duda la más artística de todo el conjunto, destacando por encima de las viviendas del entorno. Consta de dos cuerpos con cinco arcos de medio punto cada uno, sostenidos por columnas de mármol con fuste liso y típico capitel genovés y un coronamiento centrado que da cobijo al “reloj del común". Los distintos niveles de fachada se disponen según el modelo clásico, superponiendo jerárquicamente los órdenes. La traza conecta con el modelo italiano (edificio gubernamental de la ciudad italiana de Como –1215-) importado en la mayoría de los casos por artistas y alarifes oriundos de Italia y afincados en España. Ese fue el caso de Tomás Bottani que se casó en Moguer con María Marchante.
Su decoración es puramente arquitectónica (imposta, cornisamento, pilastras, columnas), salvo algunos elementos ornamentales tan característicos como los típicos festones. En el interior de la logia o galerín porticado de entrada al edificio municipal destaca un precioso ejemplar de portada barroca, ornamentada a base de molduraciones y voladuras, con una hornacina sobre el dintel de la puerta dedicada al patrón de la ciudad (San José). El vestíbulo conecta directamente con la escalera principal y el patio central porticada, abierto al exterior sólo en planta baja, a excepción de frente que coincide con el salón de actos y corredores del piso superior.
En cuanto al artesonado en forma de artesa con tirantes que cubre la galería alta abierta a la plaza, obra mudéjar anterior al siglo XVIII, perteneció a la sala capitular del antiguo cabildo.

## Historia
El edificio del ayuntamiento, construido en el último tercio del siglo XVIII, sustituyó al anterior que fue demolido en 1766 como consecuencia del estado ruinoso en que había quedado tras el terremoto de Lisboa de 1755. La antigua "casa del cabildo" era una construcción de dos pisos de proporciones más reducidas que las actuales, de paredes de "tierra muerta", salvo la escalera, algunas partes nobles y aquellos elementos estructurales (pilares) que conformaban el soporte de la fábrica. Contaba con una sala capitular de planta rectangular, donde se reunía el Concejo presidido por el Corregidor y Justicia Mayor de la Ciudad, y varias dependencias destinadas a archivo y oficinas, y las del pósito y la cárcel. 
Varios años estuvo Moguer sin edificio consistorial. La falta de presupuesto no permitió la reparación del antiguo, cuyo deplorable aspecto ofrecía a moradores y forasteros una imagen negativa de la ciudad y su institución municipal. La única pieza no dañada fue la escalera, debajo de la cual los miembros del Concejo habrían de reunirse varias veces para tomar los acuerdos. 

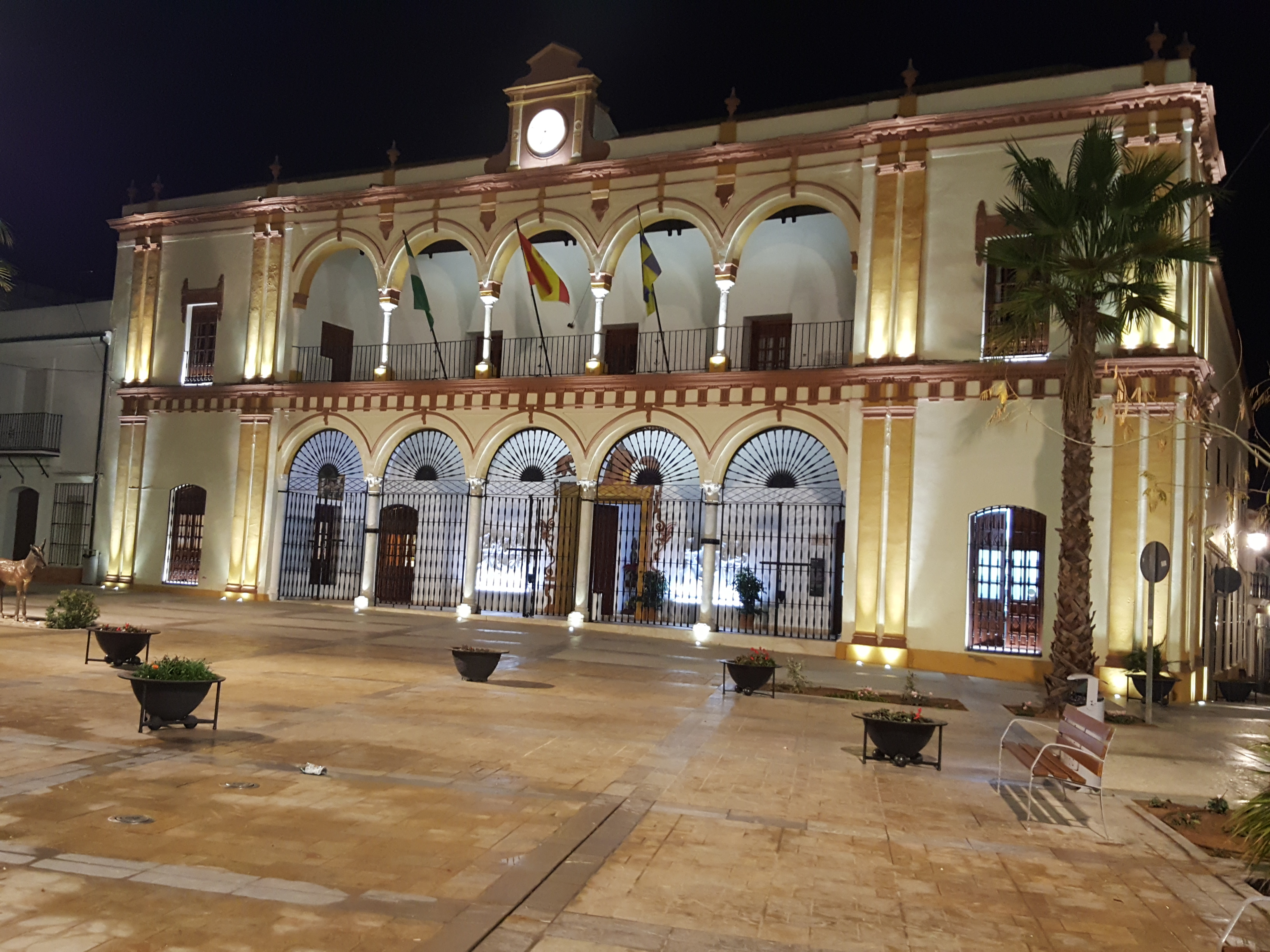
Fachada Ayuntamiento de Moguer.

En la sesión del 27 de enero de 1766 el Concejo, atendiendo a las sugerencias de Juan Francisco Ferreiro y Zerviño, síndico procurador, acordó la construcción de un nuevo edificio para Ayuntamiento, Pósito y Cárcel, en consonancia con la política de reconstrucción nacional de las casas capitulares emprendida por el monarca ilustrado Carlos III. 
Una vez se arbitraron los recursos (venta de unos pinos a los Arsenales Reales) se llevó a cabo la demolición del antiguo cabildo, el cual sería sustituido por uno mucho más noble y espacioso con las piezas precisas, altos y bajos, oficio de escribanía pública y del cabildo, archivo, cárcel con varios calabozos y un pósito más amplio para las paneras. Mientras duraban las obras, el Concejo se trasladó provisionalmente a varios inmuebles localizados en la misma plaza pública. Tomás Bueno ofreció para sala capitular una habitación de su propia casa; el pósito se instaló en una vivienda de alquiler, y la cárcel en la propiedad que la cofradía de Padre Jesús tenía en dicha plaza.
Hasta 1867 la fachada del edificio mantuvo sin alteración alguna su aspecto original. Ese año se colocaron las rejas de la arquería del piso bajo, procediéndose igualmente al acristalamiento de la galería superior. En 1942, gran parte de la crujía paralela a la calle de la Cárcel fue reconvertida en Casa de Socorro, Centro Primario de Higiene Rural y Centro Maternal.
En 1970 dicha crujía desapareció después de la ampliación (áreas de oficinas y salón de actos en el espacio ocupado antes por el depósito carcelario) y restauración integral del complejo municipal realizada. Además se recuperó la fachada principal, la galería alta se abrió a la plaza al quitarle la cristalera que tenía, y se hizo dependencias interiores.
Destacable es el hecho de que, en 1981, el Banco de España emitiese un billete de 2.000 pesetas donde aparecía la fachada del ayuntamiento de Moguer por una cara y el rostro de Juan Ramón Jiménez por la otra.